# Dorysthetus substriatus
Dorysthetus substriatus är en skalbaggsart som beskrevs av Waterhouse 1881. Dorysthetus substriatus ingår i släktet Dorysthetus och familjen Rutelidae. Inga underarter finns listade i Catalogue of Life.